# Chypre au Concours Eurovision de la chanson 2011
Chypre a participé au Concours Eurovision de la chanson 2011.

## Sélection
La Société de radiodiffusion de Chypre a annoncé en décembre 2009 que le choix du chanteur pour le concours 2011 se ferait par le biais d'un concours télévisé de jeunes talents Performance. La soirée de la finale eut lieu le 10 septembre 2010 et les neuf finalistes furent :
- Chrístos Mylórdos
- Nicole Nikolaidou
- Louis Panagiotou
- Daphne Seisou
- Annita Skoutela
- Stella Stylianou
- Malvina Charalambidi
- Marios Charalambous

Chrístos Mylórdos remporte la finale le 10 septembre 2010, en chantant la chanson Supreme de Robbie Williams,.
Le choix de la chanson qui représentera Chypre au concours a été annoncée le 20 janvier 2011, il s'agit de la chanson "Σαν άγγελος σ’ αγάπησα" (San Aggelos S’agapisa).

## À l’Eurovision
Chypre participera à la seconde demi-finale du Concours le 12 mai 2011.